# 魔法護士小麥
《魔法護士小麥》是電視動畫《The Soul Taker ～魂狩～》的外傳作品，並有遊戲、漫畫、小說、網絡廣播等衍生作品。作品以OVA的形式發售，正篇《魔法護士小麥》6話、續篇《魔法護士小麥Z》2話。2015年10月宣佈製作續篇動畫《魔法護士小麥R》，電視動畫在2016年1月首播。
與《撲殺天使朵庫蘿》、《大魔法峠》並稱為邪道魔法少女三部作。

## 故事簡介

### OVA版
中原小麥是弱小的藝能事務所所屬的Cosplay偶像。她從來自疫苗界的麥丸那裡得到了魔杖，而變身成了魔法少女——魔法護士小麥。為了逮捕在人間界引發騷動的病毒首領暗魔，和輔助自己的魔法女僕小依一同，展開了將整個城鎮捲入其中的戰鬥。

### 電視動畫版
吉田小麥是充滿元氣又有些遲鈍的初中二年生。她和同班同學及好友西園寺心菜，以及男裝偶像如月司一同展開偶像活動，但和人氣迅速上升的心菜以及充滿男裝魅力的司有所不同，小麥的工作儘是些在本地商店街開演唱會這些平凡的事項。即使如此，她也懷抱著某個「夢想」，愉快地度過著偶像和女初中生的兩立生活。
某天，小麥的面前出現了受傷的謎之生物兔P。兔P在被小麥幫忙療傷後看中了她的善良，並拜託她成為能使用魔法之力的傳說中的女孩子。勉強變成傳說中女孩子的小麥，開始與突然現身的奇妙怪人展開戰鬥！自稱「魔法護士」的小麥在那以後，不得不與接連現身的怪人戰鬥。與此同時，「魔法女僕」以及「魔法修女」也出現了，並演變成三方僵持的戰鬥！？小麥能否順利地扮演「女初中生」「偶像」「魔法護士」這一人三角呢。以及，她的戰鬥與「夢想」的終點是……

## 登場角色

### OVA版
中原小麥（聲：桃井晴子）
國分寺麗香（聲：大谷育江）
麦丸（聲：上田祐司）
壬生士郎（聲：小野坂昌也）
伊達京介（聲：斎賀みつき）
秋葉恵（聲：榎本温子）
桐原夕映（聲：平松晶子）
時逆琉奈（聲：根谷美智子）
櫻井明日香（聲：田村ゆかり）

### 電視動畫版
吉田小麥（聲：巴奎依）
私立虹之丘學園中學部2年級生，不擅長學習和運動，充滿元氣又有些遲鈍
西園寺心菜（聲：山崎惠理）
私立虹之丘學園中學部2年級生，小麥的好友，學習成績優秀，是學生會會長。
如月司（聲：小市真琴）
人氣男裝偶像。
兔P（聲：吉野裕行）
小麥的搭檔，非常吵鬧而且朝氣蓬勃。
貍P（聲：浪川大輔）
心菜的拍檔。看上去言辭恭敬，禮儀端正，實則很下流。
喵P（聲：竹内良太）
司的搭檔。人情派，說話會帶有關西腔。
橘優斗（聲：内匠靖明）
三鷹愛（聲：伊藤靜）
松川虎之介（聲：三宅健太）
吉田小春（聲：桃井晴子）
小麥的媽媽。

## OVA

### 主題曲
魔法護士小麥
片頭曲
作詞：桃井晴子、UPLIFT，作曲：桃井晴子，編曲：小池雅也，主唱：桃井晴子
片尾曲
（KARTE.1、2、3、4）
作詞：UPLIFT，作曲：岡素世，編曲：小池雅也，主唱：桃井晴子
（KARTE.2.5）
作詞：枯堂夏子，作曲、編曲：高木隆次，主唱：國分寺麗香（大谷育江）
（KARTE.5）
作詞、作曲、編曲：高木隆次，主唱：中原小麥（桃井晴子）
插入曲
（KARTE.2）
作詞、作曲、主唱：桃井晴子，編曲：小池雅也
（KARTE.2）
作詞：アームストロング滝沢，作曲、編曲：渡辺宙明，主唱：串田晃
魔法護士小麥Z
片頭曲
作詞：桃井晴子，作曲、編曲：Funta，主唱：中原小麥（桃井晴子）
片尾曲
作詞、作曲：桃井晴子，編曲：櫻井真一，主唱：中原小麥（桃井晴子）

### 各話列表
| 話數          | 日文標題     | 中文標題                                                | 劇本         | 分鏡                     | 演出            | 作畫監督                                                                                     |
| 魔法護士小麥  | 魔法護士小麥 | 魔法護士小麥                                            | 魔法護士小麥 | 魔法護士小麥             | 魔法護士小麥    | 魔法護士小麥                                                                                 |
| ------------- | ------------ | ------------------------------------------------------- | ------------ | ------------------------ | --------------- | -------------------------------------------------------------------------------------------- |
| KARTE.1       |              | 激戰！小麥VS自閉者·秋葉原最大的戰爭！                   | 川瀨浩平     | 武本康弘                 | 武本康弘        | 米田光良                                                                                     |
| KARTE.2       |              | 恐怖！女僕魔法少女降臨·御台場頂上決戰！                 | 川瀨浩平     | 武本康弘                 | 武本康弘        | 米田光良                                                                                     |
| KARTE.2.5     |              | 廢話少說Special 〜再來一次祭典的預感！喲呵！〜          | 川瀨浩平     | 荒川真嗣 松園公 竹本玉三 | 荒川真嗣 鈴木薰 | 伊東克修 工原しげき 木崎文智（協助） 山根理宏（機械）                                        |
| KARTE.3       |              | 不會吧！小麥接二連三掛死掉！ 戰慄的伊豆伊東之路亂開花！ | 玉井☆豪      |                          |                 | 佐村義一                                                                                     |
| KARTE.4       |              | 魁！呼喚風暴的動畫工作室·水道橋大爆破？                 | 玉井☆豪      | 米良知                   | 石川敏浩        | チャン・マルチャン 佐村義一（設計）                                                          |
| KARTE.5       |              | 邂逅來臨                                                | 玉井☆豪      | 米良知 玉川真人          | 玉川真人        | 中武学、佐光幸恵 後藤潤二、村田憲孝 安藤義信、草刈大介 小野修次、小菅和久 チャン・マルチャン |
| 魔法護士小麥Z |              |                                                         |              |                          |                 |                                                                                              |
| VOL.1         |              | 再燃！超魔法戰·灼熱的大阪夏之陣！！                     | 川瀨浩平     | 松園公                   | 鈴木薫 石川敏浩 | 桜井正明、清丸悟 草刈大介、橋本貴吉 斉藤里枝                                                 |
| VOL.2         |              | 女管家睡著了！？ 小麥最後的決戰！！                     | 米良知       | 米良知                   | 米良知          | 飯塚晴子、柴田淳 米良知                                                                      |

## 電視動畫

### 主題曲
片頭曲「Ready Go!!」
作詞：渡部チェル・福田アルレ，作曲・編曲：渡部チェル，主唱：まじかる☆あ〜る 〜吉田小麥（巴奎依）、西園寺心菜（山崎惠理）、如月司（小市眞琴）〜
片尾曲
作詞：高橋久美子，作曲：日高央，編曲：ヤマモトショウ・rionos，主唱：乙女新黨
插入曲
（第1話）
（第1話）
「Break your chains」（第1話）
作詞、作曲、編曲：EPX，主唱：吉田小麥（巴奎依）
「Be Free!」（第2話）
「Break your chains」（第2話）
作詞、作曲、編曲：EPX，主唱：西園寺心菜（山崎惠理）

### 各話列表
| 話數   | 日文標題 | 中文標題                       | 劇本     | 分鏡       | 演出     | 作畫監督                                                      |
| ------ | -------- | ------------------------------ | -------- | ---------- | -------- | ------------------------------------------------------------- |
| 第1話  |          | 魔法護士，誕生！               | 村上桃子 | 川口敬一郎 | 畠山茂樹 | 白石悟、重松晉一 坪田慎太郎、後藤圭佑 佐野隆雄                |
| 第2話  |          | 跟蹤狂！？心菜千鈞一髮！       | 村上桃子 | 島津裕行   | 畠山茂樹 | 飯塚葉子、坪田慎太郎 飯飼一幸、佐野隆雄                       |
| 第3話  |          | 魔法修女登場！                 | 筆安一幸 | 稻垣隆行   | 米田光宏 | 松井誠、竹森由加 權容祥、吉田肇 、佐野隆雄                    |
| 第4話  |          | 江戶古宅的女忍者！             | 村上桃子 | 渡邊慎一   | 大野和壽 | 近藤優次、松本朋之 杉本里菜、 佐野隆雄、大澤美奈 清水勇司     |
| 第5話  |          | 學習會上意外頻發的幽會         | 村上桃子 | 小寺勝之   | 矢野孝典 | 白石悟、重松晉一 池田龍也                                     |
| 第6話  |          | 人生處處是走光                 | 村上桃子 | 島津裕行   | 畠山茂樹 | 齊藤和也、近藤瑠衣 木下由美子                                 |
| 第7話  |          | 跑吧心菜，愛與淚水的馬拉松大賽 | 村上桃子 | 小寺勝之   | 永野孝明 | 山田真也                                                      |
| 第8話  |          | 優斗，戀愛空歡喜               | 筆安一幸 | 渡邊慎一   | 中川聰   | 加野晃                                                        |
| 第9話  |          | 再見了，小麥                   | 筆安一幸 | 島津裕行   | 畠山茂樹 | 白石悟、飯塚葉子 坪田慎太郎                                   |
| 第10話 |          | 司的奇蹟白色情人節             | 村上桃子 | 佐山聖子   | 畠山茂樹 | 白石悟、池田龍也 飯飼一幸、近藤瑠衣                           |
| 第11話 |          | 超新星莉莉婭 Sparking！        | 筆安一幸 | 米田光宏   | 米田光宏 | 後藤圭佑、竹森由加 清水勇司                                   |
| 第12話 |          | 繼承R之人                      | 筆安一幸 | 川口敬一郎 | 博史池畠 | 近藤優次、松本朋之 杉本里菜、加藤文 柴田健兒、内原茂 大澤美奈 |

### 播放電視台
日本深夜動畫：下文記載的日本国内播放時間使用日本標準時間（UTC+9）表示。因為部分時間标识會採用30小时制，因此請留意这类超过24:00的时间，其實際播放時間為翌日清晨。
| 播放地區   | 播放電視台     | 播放日期              | 播放時間（UTC+9）         | 所屬聯播網 | 備註                     |
| ---------- | -------------- | --------------------- | ------------------------- | ---------- | ------------------------ |
| 關東廣域圈 | 日本電視台     | 2016年1月9日－3月26日 | 星期六 26時25分－26時55分 | 日本電視網 | 製作局                   |
| 日本全國   | 日視點播       | 2016年1月9日－3月26日 | 星期六 24時00分 更新      | 網絡電視   | 先行配信實施             |
| 日本全國   | Hulu           | 2016年1月9日－3月26日 | 星期六 24時00分 更新      | 網絡電視   | 先行配信實施             |
| 日本全國   | NICONICO頻道   | 2016年1月10日－       | 星期日 12時00分 更新      | 網絡電視   | 第1話免費，第2話起需付費 |
| 日本全國   | NICONICO生放送 | 2016年1月10日－       | 星期日 24時30分 更新      | 網絡電視   | 本篇 + 廣播配信          |

### Blu-ray&DVD
| 卷數  | 收錄話數       | 發行日期      | 規格編號   | 規格編號   |
| 卷數  | 收錄話數       | 發行日期      | BD         | DVD        |
| ----- | -------------- | ------------- | ---------- | ---------- |
| Vol.1 | 第1話、第2話   | 2016年3月23日 | VPXY-71434 | VPBY-14488 |
| Vol.2 | 第3話、第4話   | 2016年4月20日 | VPXY-71435 | VPBY-14489 |
| Vol.3 | 第5話、第6話   | 2016年5月25日 | VPXY-71436 | VPBY-14490 |
| Vol.4 | 第7話、第8話   | 2016年6月22日 | VPXY-71437 | VPBY-14491 |
| Vol.5 | 第9話、第10話  | 2016年7月20日 | VPXY-71438 | VPBY-14492 |
| Vol.6 | 第11話、第12話 | 2016年8月24日 | VPXY-71439 | VPBY-14493 |

## 外部連結
- 「魔法護士小麥 魔法」（萬代頻道） （页面存档备份，存于） （日語）
- AT-X 節目介紹 （页面存档备份，存于） （日語）
- .   [2016-01-09]. （原始内容存档于2006-07-03）. （日語）
- 魔法護士小麥R｜日本電視台 （页面存档备份，存于） （日語）